# Градска префектура (КНР)
Градската префектура (на традиционен китайски, на опростен китайски: 地级市, на пинин: dìjíshì произнася се „дидзишъ“; на английски: Prefecture-level city) е административна единица от 2-ро ниво в КНР.  
Градските префектури не са градове в обичайния смисъл на термина, тъй като освен градската зона включват в границите си обширни неурбанизирани територии. Няколко градски префектури образуват провинция.
Първата градска префектура е обособена на 5 ноември 1988 г. като до 2000 г. повечето префектури са преобразувани в градски префектури. Общо от 348 префектури 299 са обявени за градски префектури. Повечето провинции са изградени изключително от градски префектури. От 22 провинции и 5 автономни региона, само в три провинции (Юннан, Гуейджоу, Цинхай) и в два автономни района (Синдзян-уйгурски автономен регион, Тибет) има по повече от три префектури, които не са градски префектури.
Определени са три критерия, по които префектурите се обявяват за градски префектури:
- Градски център с население над 250 хиляди души;
- Брутна продукция от промишлеността трябва да е над 200 милиона юана (32 милиона щатски долара);
- Обемът на брутната продукция от преработващата промишленост трябва да превишава добивната с над 35 % от БВП.[1]